# Bajardo
Bajardo (Baiardo in ligure) è un comune italiano di 349 abitanti della provincia di Imperia in Liguria.

## Geografia fisica
Paese montano della valle Armea situato, in linea d'aria, 11 km a nord del comune di Ospedaletti, circa 10 km da Sanremo e posizionato su uno dei crinali delle montagne delle Alpi Marittime dell'entroterra all'apice della val Nervia. Il territorio del comune risulta compreso tra i 332 e i 1.627 metri sul livello del mare. L'escursione altimetrica complessiva risulta essere pari a 1.295 metri. Vette del territorio sono il monte Ceppo (1627 m), il monte Oliveto (1510 m), il monte Gavanelle (1447 m), il monte Bignone (1299 m), il monte Alpicella (1238 m), il monte Collettazzo (1230 m), la Punta Lodiro (1085 m), il monte Garbinee (1065 m), il monte Doa (716 m), il monte Campi (702 m).
Il territorio è composto principalmente da coltivazioni di olivi, qualità taggiasca di montagna, da seminativi ormai incolti, vigne, castagneti e bosco misto. Oggi una parte dei terreni incolti (quelli facilmente irrigabili) è stata adibita a floricoltura. La recente sensibilità nazionale sui prodotti biologici ha impresso nuovo interesse per la coltivazione dell'ulivo da olio. Da qualche anno si sta estendendo la coltivazione della lavanda per la successiva distillazione dell'estratto.
Il borgo ha carattere tipicamente rurale, a struttura sia lineare, sia anulare, e presenta molti aspetti ambientali ed architettonici tipici dei villaggi liguri: pietra, stretti vicoli, con alte case collegate tra loro da archi di controspinta.
Bajardo è il municipio della provincia di Imperia con la maggiore altitudine: 910 m s.l.m..

## Origini del nome
Le origini del toponimo Bajardo - la cui prima forma primitiva Baaldus si è poi trasformata nei secoli con i termini Bayaldo e infine Bajardo - sono ancora oggi incerti per la mancanza di documentazioni e fonti certe; vi sono, tuttavia, numerose interpretazioni e derivazioni. La prima attestazione del nome - e, di conseguenza, del borgo - è certificata intorno all'anno mille nel cartulario di san Vittore di Marsiglia.

## Storia

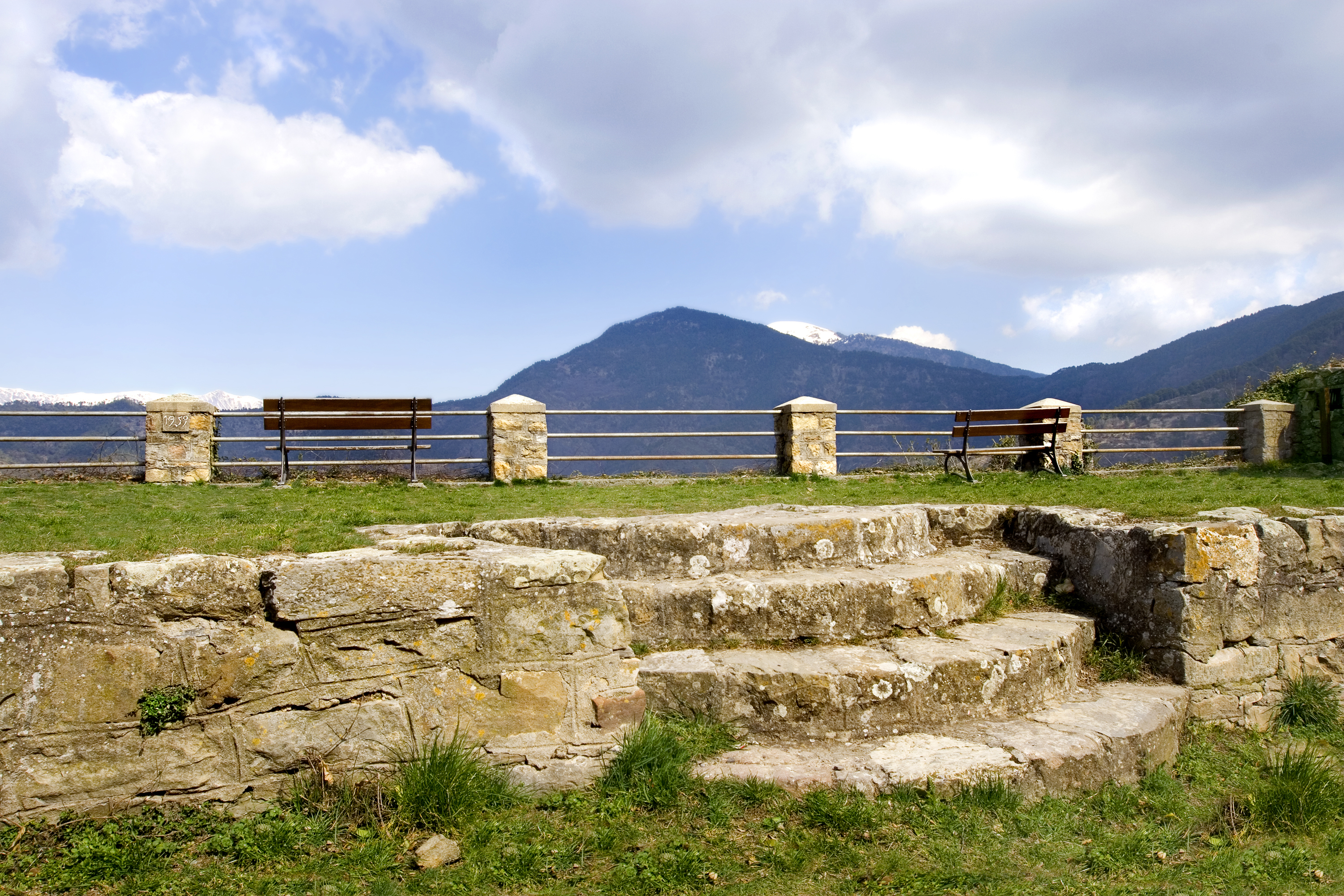
Tracce delle testimonianze celtiche

Il territorio baiardese fu abitato sin dai tempi preistorici, nel particolare al periodo del Mesolitico, epoca alla quale risalgono le sepolture a tumulo di Pian del Re; fu un importante luogo di culto per i druidi (sacerdoti celti) e dei Liguri Euburati. I Romani giunsero ad incontrare le varie popolazioni del luogo nel III secolo a.C. e provvidero innanzi tutto a trasformare l'originario scrigno druidico in una fortezza, tuttora parzialmente visibile.
Con la caduta dell'Impero Romano d'Occidente anche questa zona del ponente ligure vide l'invasione dei Barbari e la dominazione dei Bizantini nel VI secolo. Il re Rotari dei Longobardi nel 643 occupò il territorio e ancora Carlo Magno re dei Franchi nella seconda metà dell'VIII secolo. Con la dissoluzione dell'impero carolingio tutta questa zona fu inserita nella Marca Arduinica - istituita dal re Berengario II d'Italia nel 950 - e sotto la giurisdizione del Comitato di Ventimiglia. Tra i secoli IX e X subì il ripetuto saccheggio da parte dei saraceni.

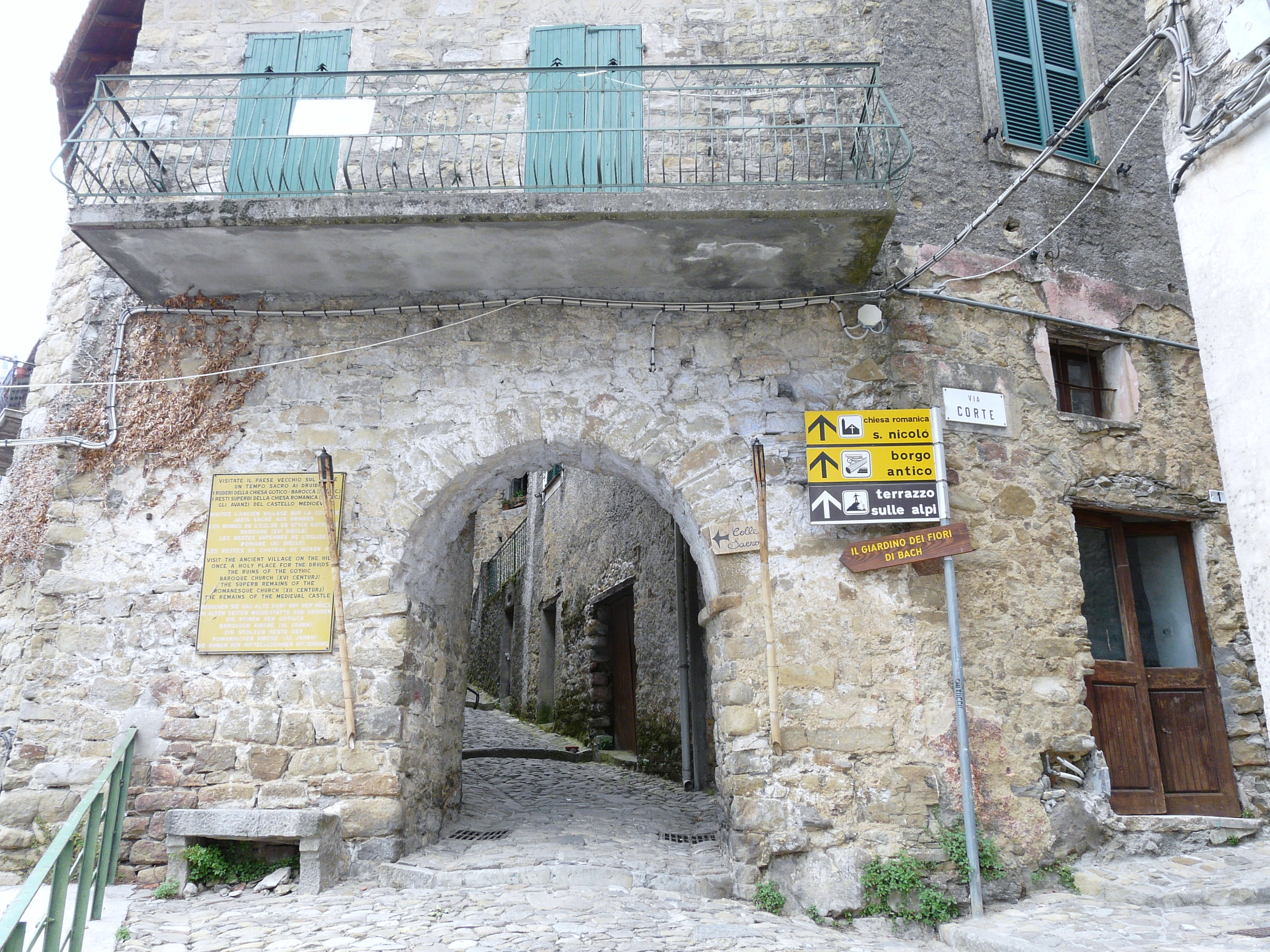
La porta d'accesso al borgo baiardese

Sottoposto al controllo dei conti di Ventimiglia, Bajardo e il borgo di Pigna conobbero un primo attacco militare delle truppe di Genova nel 1130. Il conte Oberto inviò sul territorio due squadre di armati che dovettero ben presto arrendersi: nello stesso anno, in una Bajardo occupata dai Genovesi, gli abitanti furono costretti a giurare fedeltà al comune e alla chiesa genovese. Tuttavia, di lì a poco, Genova restituì il territorio feudale al conte ventimigliese dietro pesanti condizioni. Con l'alleanza tra i conti di Ventimiglia e la Repubblica di Pisa nel 1170, in funzione antigenovese, il territorio dell'entroterra vide la frequentazione dei marinai pisani allo scopo di rifornirsi del legname per le imbarcazioni. Negli stessi anni entra in conflitto con Albenga, tanto che si registra un trattato di pace tra Baiardo e gli Ingauni nel 1181, dove questi erano rappresentati da il presule Lanterio mentre Baiardo aveva come dominus il conte Ottone, l'atto venne redatto nel palazzo vescovile di Albenga.
Intorno alla metà del XIII secolo Veirana - figlia di Oberto, conte di Ventimiglia e Badalucco - si sposò con Pagano di Ceva, al quale, dopo la morte del padre, passò la quota ereditaria della moglie - metà della contea di Badalucco in condominio con il fratello Bonifacio di Ventimiglia - ovvero su vari paesi dell'entroterra, tra i quali pure Bajardo, che divenne così un possesso del Marchesato di Ceva. Le sempre più forti pressioni dei Genovesi indussero ben presto Pagano e sua moglie a cedere i loro possedimenti nell'estremo ponente al governo della Repubblica di Genova, che li acquistò ufficialmente con annessi i relativi diritti e prebende tramite un atto stilato a Genova il 24 novembre 1259 alla presenza del capitano del popolo Guglielmo Boccanegra al prezzo complessivo di 2.300 lire genovesi. Da quel momento Bajardo avrebbe seguito le sorti politiche della repubblica sotto la giurisdizione della podesteria di Triora. Nel 1282 la comunità baiardese inviò numerosi alberi per la costruzione di 50 galee nei cantieri navali genovesi e nei secoli uomini della comunità parteciparono alle attività, pure belliche, della Superba. Per un breve periodo, nel corso del 1625, Bajardo fu occupata dalle truppe sabaude di Carlo Emanuele I che furono poi scacciate dai soldati di Sanremo, quest'ultimi alleati dei Genovesi.

Le Alpi Marittime nel 1805, con Castelbajardo (oggi Bajardo) nel cantone di Perinaldo

Caduta la repubblica genovese sul finire del XVIII secolo, nel 1797 la municipalità di Bajardo fu inserita nel cantone di Castelfranco della giurisdizione delle Palme (con capoluogo Sanremo) nella Repubblica Ligure; nel 1803 venne aggregato nel cantone sanremese della giurisdizione degli Ulivi (Oneglia capoluogo). Con il passaggio nel Primo Impero francese, dal 1805 al 1814 fu inserito nel cantone di Perinaldo del Dipartimento delle Alpi Marittime.
Il congresso di Vienna del 1814 decretò il passaggio del territorio ligure nel Regno di Sardegna: Bajardo fu compreso nel mandamento di Ceriana della provincia di Sanremo. Con il Regno d'Italia dal 1861 la municipalità di Bajardo fu sottoposta nel II mandamento di Ceriana del circondario di Sanremo della provincia di Nizza (poi provincia di Porto Maurizio dopo la cessione alla Francia del territorio nizzardo).
Il 23 febbraio 1887 il sisma che colpì il ponente ligure provocò la semi distruzione del paese vecchio e il crollo del tetto della chiesa parrocchiale di San Nicolò per un totale stimato di 220 vittime (su 1 700 abitanti circa), dato che risulta essere il maggiore tra i comuni colpiti nella provincia. Il crollo della copertura diede luce ad un'eccezionale scoperta architettonica delle colonne e reperti del tempio pagano su cui era stata edificata la chiesa. Sui capitelli fanno mostra alcune figure di volti che hanno tratti somatici che ricordano popolazioni mongole, ma che in realtà sono elemento identificativo degli artigiani lapicidi di Cenova (frazione del comune imperiese di Rezzo).
Il paese dopo l'armistizio dell'8 settembre 1943 diventò baluardo della Resistenza partigiana. Il 14 agosto 1944 avvenne una battaglia durissima celebrata da Mario Mascia nel suo libro pubblicato nell'immediatezza del dopoguerra riguardante la lotta partigiana nella provincia di Imperia con il titolo de L'epopea dell'Esercito scalzo. Alla battaglia prese parte anche Italo Calvino.
Dal 1973 al 30 aprile 2011 ha fatto parte della Comunità montana Intemelia.

## Monumenti e luoghi d'interesse

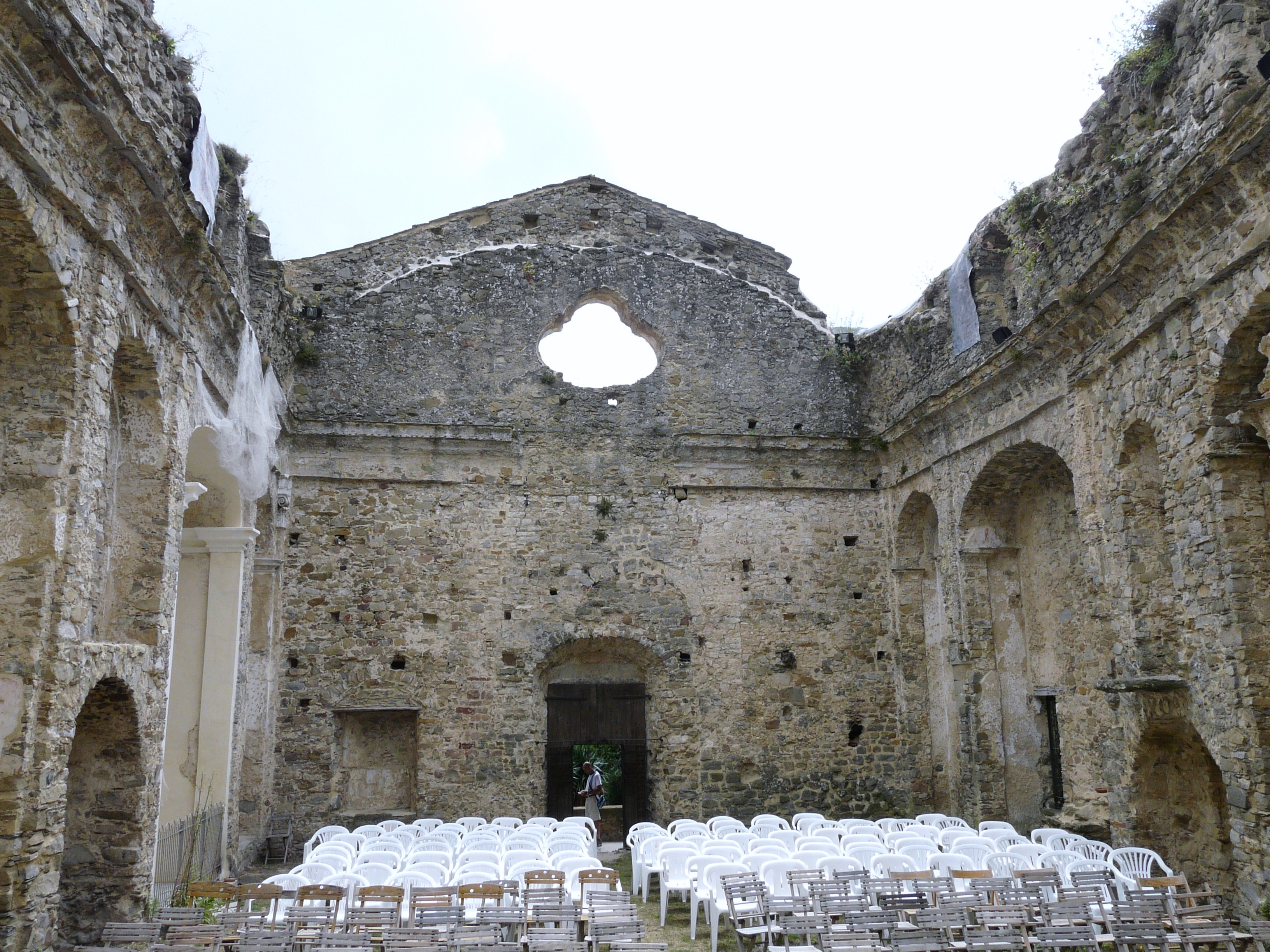
La vecchia parrocchiale di San Nicolò di Bajardo

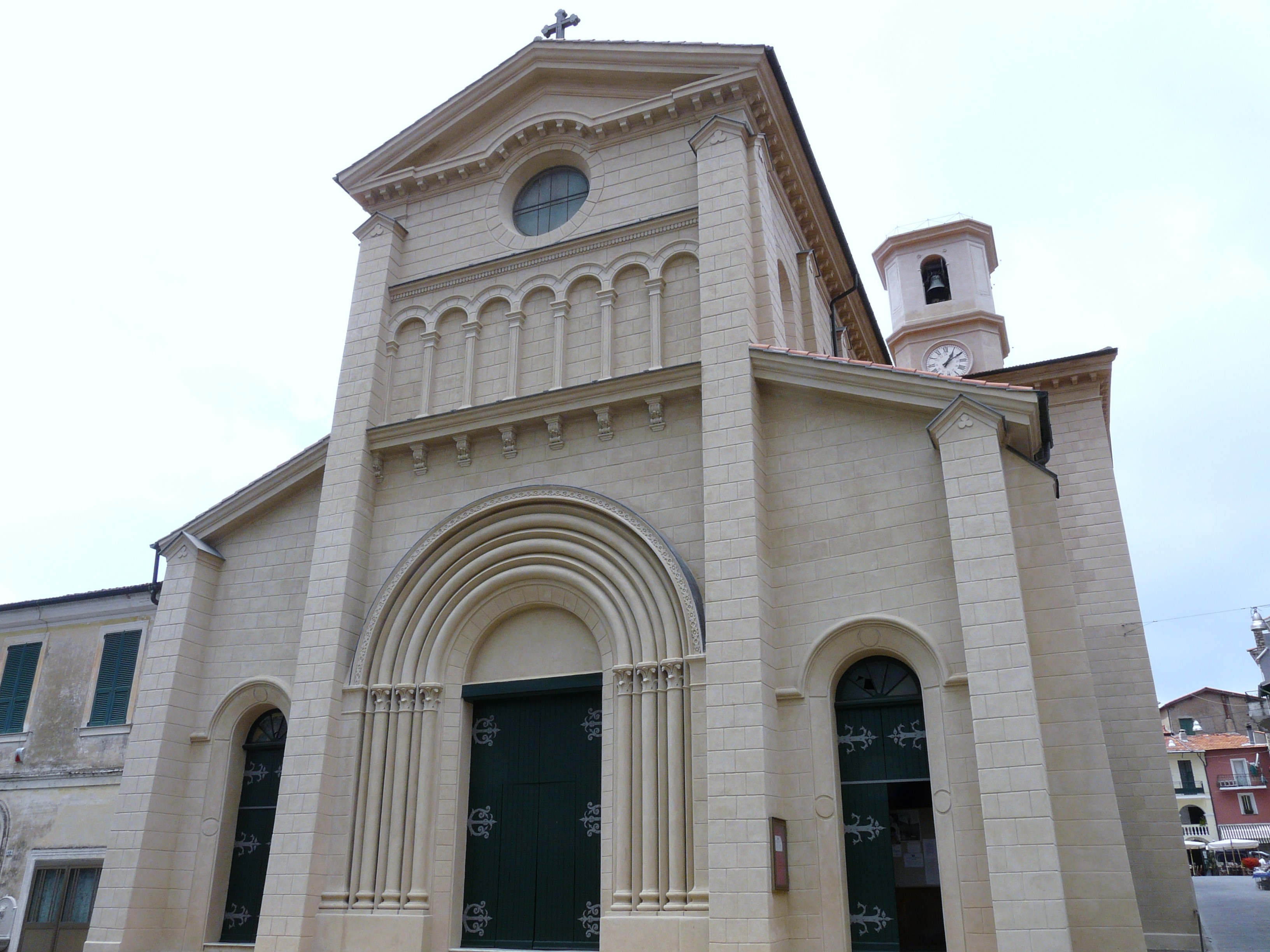
L'odierna chiesa parrocchiale del borgo baiardese

### Architetture religiose
- Vecchia chiesa parrocchiale di San Nicolò nel capoluogo. Citata per la prima volta in un documento del 1245[9], il primo impianto era risalente all'architettura romanica e poi reinterpretato in stile tardo gotico nel corso del XV secolo e ancora in chiave settecentesca. Il terremoto del 23 febbraio 1887 ne provocò gravissimi danni alla struttura: nel particolare il crollo della copertura causò la morte di 216 fedeli sulle 220 vittime accertate a Bajardo nella relazione post sisma[9]. Tra i ruderi - recentemente recuperati e messi in sicurezza - si possono scorgere le vestigia dell'antico castello medioevale, delle colonne del tempio romano e una stele celtica. Dal piazzale antistante la chiesa si gode un panorama tra la costa ligure e francese a sud, mentre a nord la vista spazia sulle Alpi Marittime.
- Nuova chiesa parrocchiale di San Nicolò nel capoluogo. Eretta nel 1893[9] in stile neoromanico con portale a fasci di colonnine e loggetta cieca in facciata, conserva al suo interno il polittico Madonna col Bambino e santi Giovanni Battista e Pietro del pittore lombardo Francesco da Verzate e datato al 1465[9]. L'organo realizzato da Giacomo Locatelli è datato al 1896[9].
- Ex oratorio di San Salvatore nel capoluogo, che contiene diverse opere pregiate.
- Santuario di Nostra Signora Assunta di Berzi, edificato nell'omonima frazione dai Doria e risalente al XV secolo.
- Cappella di San Michele nella frazione di Berzi.
- Chiesa di Nostra Signora delle Grazie nella frazione di Vignai. Secondo una lastra in ardesia murata sulla facciata la chiesa venne edificata tra il 1597 e il 1598. Ad unica navata, e con ai lati due cappelle, internamente è decorata con motivi ornamentali dell'Ottocento.
- Chiesetta di San Gregorio, edificata in stile romanico[9] nell'omonima località, lungo la strada che conduce a Castel Vittorio. Secondo le fonti fu eretta in un periodo anteriore alla fondazione del borgo baiardese, e quindi databile all'XI secolo[9]. La struttura si presenta ad unica navata absidata con piccolo campanile ai lati.
- Chiesetta di San Bernardino, edificata sulla strada mulattiera che conduce al monte Ceppo.
- Chiesa di San Giovanni, posta a nord-ovest dell'abitato sopra una collina molto suggestiva, nell'omonima località.

### Aree naturali
Nel territorio baiardese il monte Ceppo è un sito di interesse comunitario (SIC) istituito con il Decreto Ministeriale del 25 marzo 2005, ai sensi della Direttiva 92/43/CEE (Direttiva Habitat).

## Società

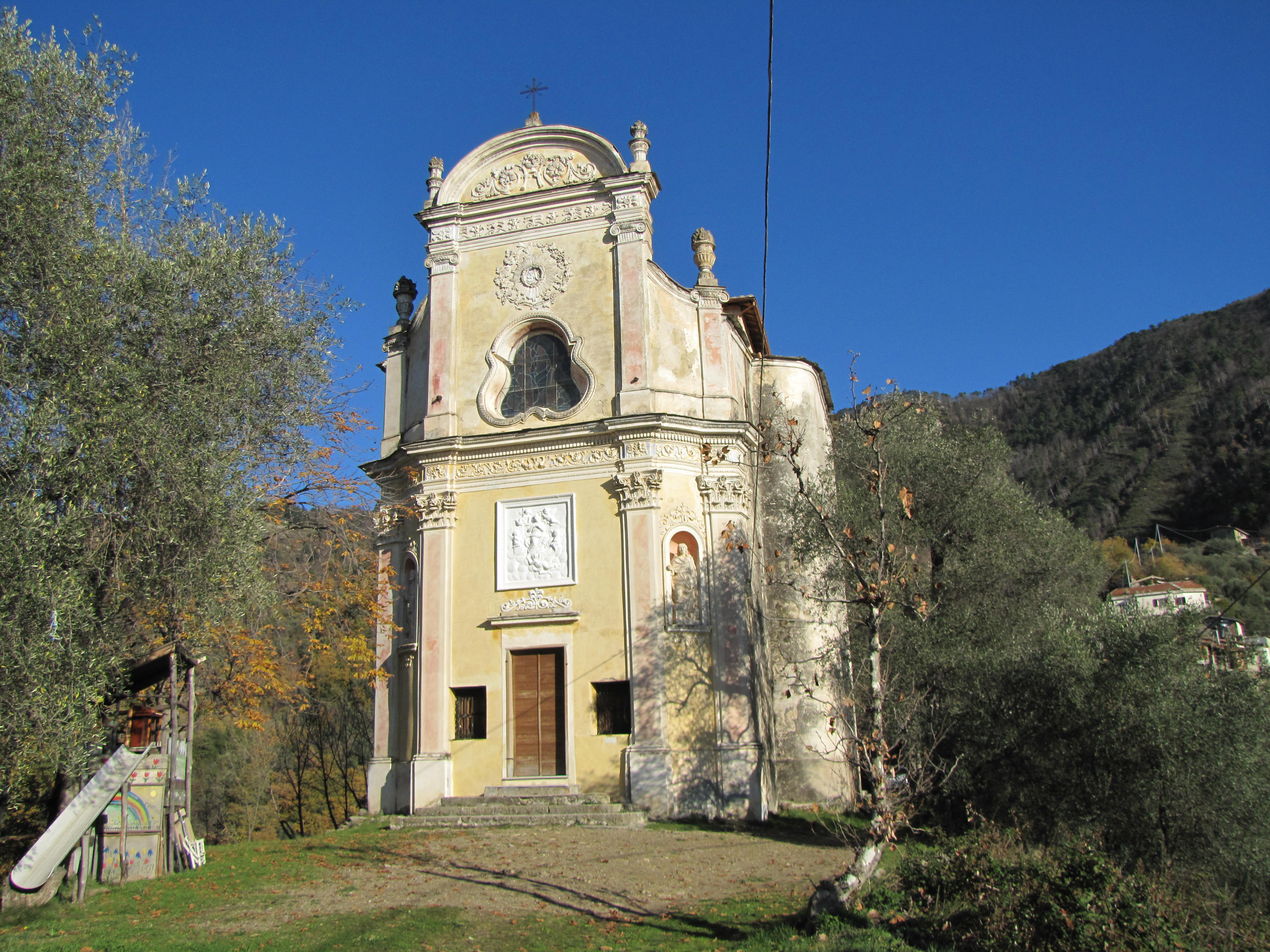
Il santuario di Nostra Signora Assunta di Berzi presso l'omonima frazione

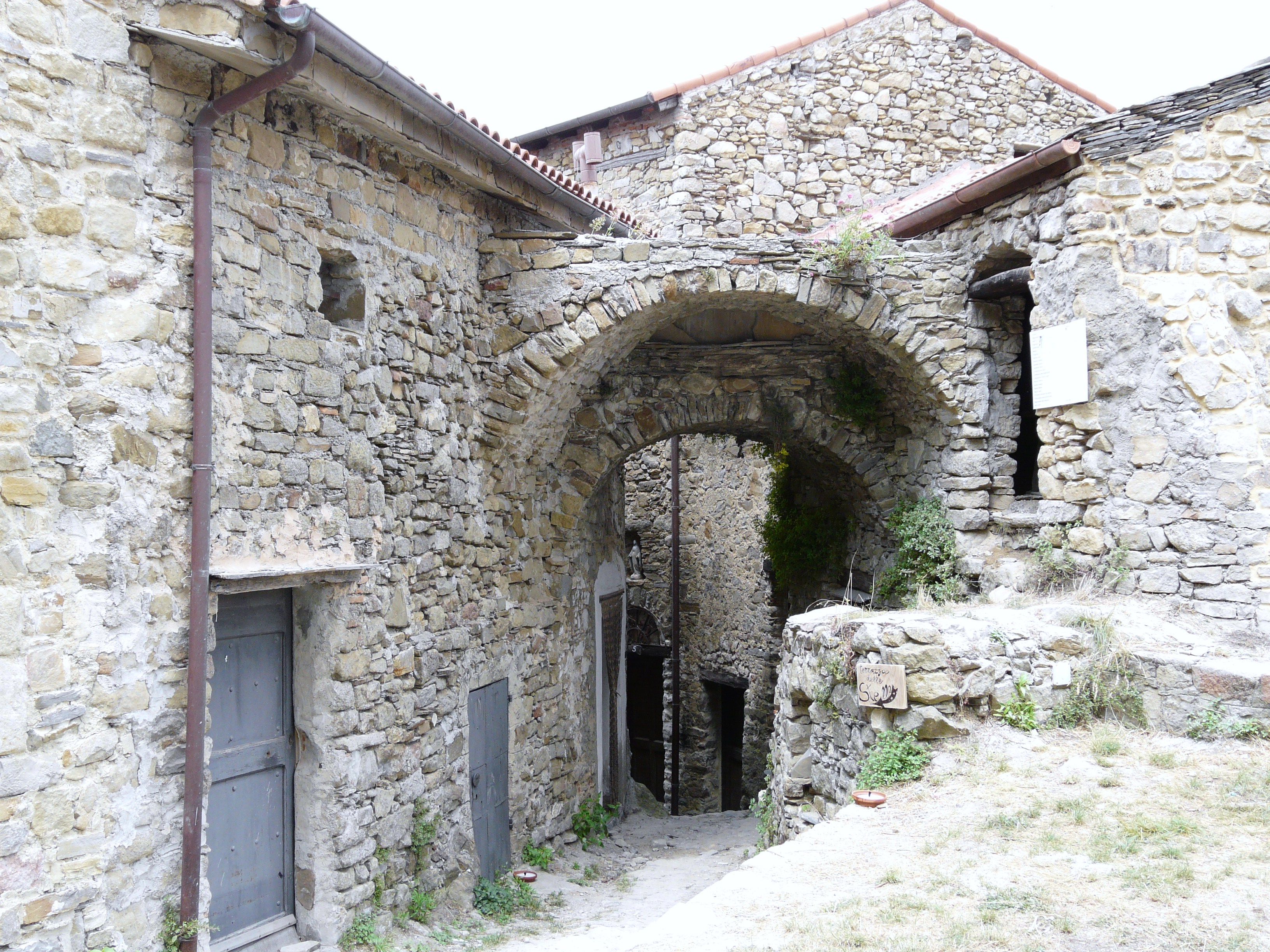
Scorcio del borgo storico bajardese

### Evoluzione demografica
Abitanti censiti

### Etnie e minoranze straniere
Secondo i dati Istat al 31 dicembre 2019, i cittadini stranieri residenti a Bajardo sono 74.

## Cultura

### Istruzione

#### Pinacoteche
- Pinacoteca civica, fondata nel 1971[12] e ospitata presso un edificio dei primi del Novecento nel centro storico baiardese, espone una collezione di tele e dipinti del disegnatore Antonio Rubino e altri artisti dagli anni settanta del XX secolo ad oggi; tra questi Umberto Mastroianni e Luigi Spazzapan[12].

### Eventi

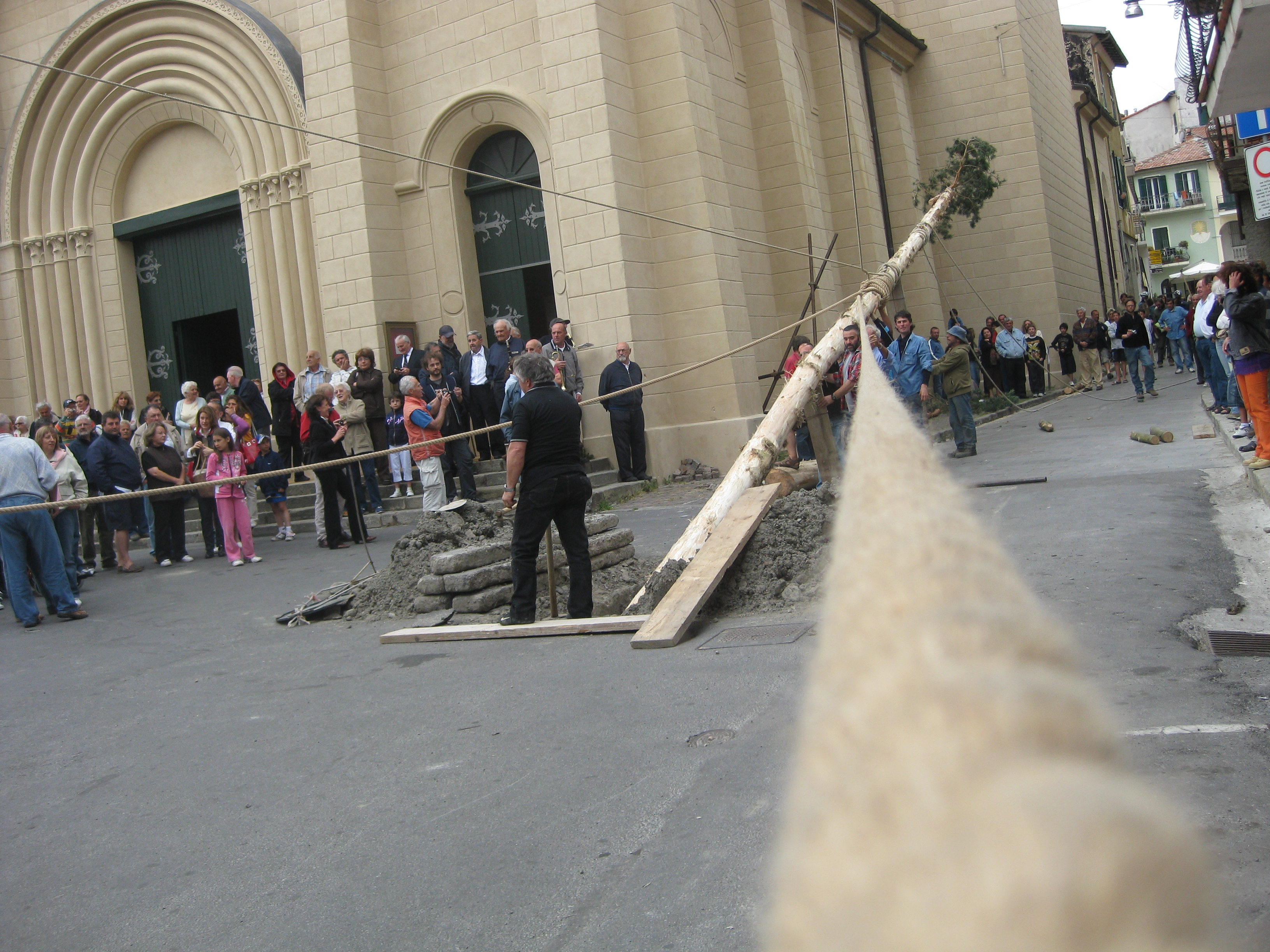
Innalzamento dell'albero "Ra Barca" (edizione del 2009).

Da qualche anno si tiene all'inizio dell'estate una festa che si richiama alle origini celtiche del paese. In tre giorni vengono presentati balli, tradizioni e conferenze, aventi come unico denominatore comune l'origine celtica dell'insediamento.
La festa della Ra Barca risulta come l'unica cerimonia antica di carattere non religioso (pur se celebrata nella stessa data delle Pentecoste) presente nell'intero territorio della provincia di Imperia ed è la più sentita del paese. Nell'occasione viene eretto, tramite la sola forza delle braccia, dai giovani ragazzi del paese, un albero di pino abbattuto la notte precedente e trasportato nel centro del paese; il fusto simboleggia l'albero maestro di una nave. Al termine dell'innalzamento si intona un canto, malinconico e dolente, rievocando un'antica storia d'amore conclusasi tragicamente "A barca du mei amure " ("La barca del mio amore").
La domenica successiva l'albero, come simbolo di buona sorte e felicità, viene battuto all'asta al miglior offerente. L'asta è spesso accanita per due ordini di motivi: il primo è l'alta qualità del materiale: pino del tipo con aghi (foglie) corte Pinus sylvestris, privo di nodi all'interno del fusto (ottimo per legname da edilizia), il secondo è la "luna ideale" nel momento dell'abbattimento. La concessione dell'autorizzazione all'abbattimento è frutto di una deroga speciale in quanto a nessun altro è consentito abbattere un pino in tale periodo dell'anno.
Questa ricordanza trae origine da un avvenimento che risale al periodo delle repubbliche marinare. Si narra che il signore del paese, il conte Rubino, avesse con la Repubblica di Pisa un florido commercio di legname proveniente dai boschi del Toraggio, del Bignone e del monte Ceppo. Tre dignitari Pisani, giunti in paese per verificare il carico, si innamorarono delle tre figlie del conte: cominciò quindi una frequentazione prima segreta e poi contrastata, che culminò con l'allontanamento furtivo, da parte della figlia più giovane Angelina, dalla casa paterna per incontrare nottetempo, in quello che ancor oggi è noto come "viale degli Innamorati", il giovane amato, in partenza per Pisa. Gli amanti decisero quindi di fuggire per recarsi nella rada sanremese, dove le navi pisane stavano per salpare. Il conte, venuto a sapere della fuga, li inseguì armato di spada e raggiunti al passo Ghimbegna, in località Pian Chissora (nome derivante dal commento dei marinai preoccupati dalla reazione del conte: "chissà ora!") decapitò la figlia con un solo colpo. La storia narra che gli abitanti di Bajardo raccolsero pietosamente il corpo della giovane sfortunata, lo avvolsero in un manto bianco e lo trasportarono fin sul piazzale del castello (situato nella parte alta del paese presso i resti dell'antica chiesa parrocchiale).

## Geografia antropica
Il territorio comunale è costituito, oltre al capoluogo, dalle frazioni di Arma, Berzi, Castel d'Eolo, San Gregorio, Vignai per una superficie territoriale di 24,32 km².
Confina a nord con i comuni di Castel Vittorio e Molini di Triora, a sud con Sanremo e Apricale, ad ovest con Castel Vittorio e Apricale, Badalucco, Ceriana e Sanremo.

## Economia

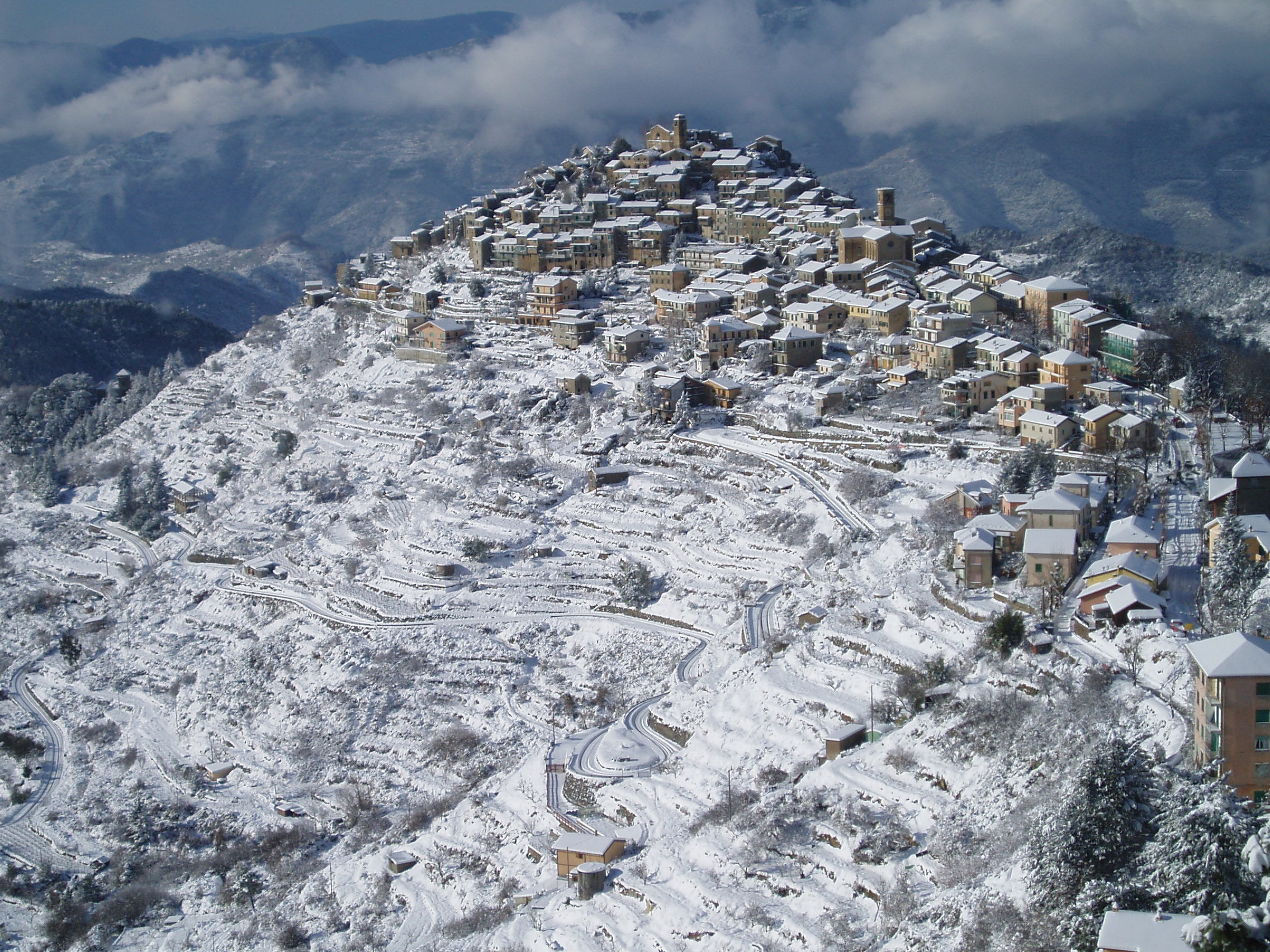
Panorama innevato di Bajardo

Il paese si regge oggi principalmente sulle coltivazioni di ulivi di varietà taggiasca, che forniscono un delicato olio, e sulla floricoltura. Il frantoio di Bajardo, il più alto d'Europa, serve tutta la valle Armea. Il turismo, oggi soprattutto tedesco, ha avuto grande sviluppo nei primi anni sessanta con la concessione di terreni gratuiti, divisi i lotti, a fronte dell'obbligo di edificazione di ville.
Il continuo spopolamento della zona sta rappresentando un grande problema, nonostante vi siano alcune condizioni particolarmente favorevoli ad un'imprenditoria agricola. Nei terrazzamenti di Bajardo, infatti, gli ulivi, che grazie al microclima favorevole possono qui crescere fino ad oltre 800 m di altitudine, non subiscono attacchi da parte della mosca dell'ulivo e di parassiti.

## Infrastrutture e trasporti

### Strade
Sul territorio di Bajardo insistono diverse strade provinciali: la SP 56 la unisce a San Romolo (Sanremo), passando sotto la vetta del monte Bignone; la SP 63 permette il collegamento ad ovest con Apricale e verso nord con Castel Vittorio; la SP 54 collega il capoluogo baiardese con la frazione di Vignai passando anche per il territorio comunale di Ceriana. Queste strade costituiscono buona parte del percorso su cui si corre il Rally di Sanremo.

## Amministrazione
| Periodo          | Periodo         | Primo cittadino         | Partito                          | Carica      | Note   |
| ---------------- | --------------- | ----------------------- | -------------------------------- | ----------- | ------ |
| 23 febbraio 1988 | 6 giugno 1990   | Massimo Crespi          | Partito Socialista Italiano      | Sindaco     |        |
| 17 luglio 1990   | 5 febbraio 1993 | Massimo Crespi          | Partito Socialista Italiano      | Sindaco     | [ 15 ] |
| 5 febbraio 1993  | 24 aprile 1995  | Maria Gabriella Rosafio | Indipendente                     | Sindaco     |        |
| 24 aprile 1995   | 14 giugno 1999  | Maria Gabriella Rosafio | lista civica                     | Sindaco     |        |
| 14 giugno 1999   | 14 giugno 2004  | Maria Gabriella Rosafio | lista civica                     | Sindaco     |        |
| 14 giugno 2004   | 8 giugno 2009   | Gildo Zanella           | lista civica                     | Sindaco     |        |
| 8 giugno 2009    | 26 maggio 2014  | Jose Littardi           | Viva Bajardo (lista civica)      | Sindaco     |        |
| 25 maggio 2014   | 7 febbraio 2017 | Jose Littardi           | Viva Bajardo (lista civica)      | Sindaco     | [ 16 ] |
| 11 febbraio 2017 | 11 giugno 2017  | Tito Aurigo             | Viva Bajardo (lista civica)      | Vicesindaco | [ 17 ] |
| 11 giugno 2017   | 13 giugno 2022  | Francesco Laura         | Bajardo nel cuore (lista civica) | Sindaco     |        |
| 13 giugno 2022   | in carica       | Remo Moraglia           | Bajardo nel cuore (lista civica) | Sindaco     |        |

### Altre informazioni amministrative
Bajardo fa parte dell'Unione dei comuni delle Valli Argentina e Armea.